# Euroregion Pro Europa Viadrina
Euroregion Pro Europa Viadrina – siedzibą euroregionu jest Gorzów Wielkopolski, euroregion utworzony 21 grudnia 1993 przez osiem gmin należących do Stowarzyszenia Gmin Lubuskich, dziesięć gmin ze Związku Gmin Gorzowskich (obecnie jest to jedno stowarzyszenie Gmin Polskich Euroregionu "Pro Europa Viadrina") oraz sześć powiatów i miast niemieckich zrzeszonych w Komunalnej Wspólnocie Robotniczej „Środkowe Nadodrze” w Brandenburgii. Do euroregionu dołączały też inne miasta i gminy regionu.
Jednym z zasadniczych elementów współpracy jest rozwój dwóch miast leżących na granicy, a chodzi tu o Frankfurt nad Odrą i Słubice, a także tworzenie warunków do współpracy polsko-niemieckiej we wszystkich dziedzinach, gospodarczy rozwój, zmniejszenie bezrobocia.
Ewenementem, jeśli chodzi o euroregion, jest działający we Frankfurcie Europejski Uniwersytet Viadrina, a w Słubicach – Collegium Polonicum, wspólna placówka naukowo-dydaktyczna Viadriny i Uniwersytetu im. Adama Mickiewicza w Poznaniu.